# Gare de Montrabé
La gare de Montrabé est une gare ferroviaire française de la ligne de Brive-la-Gaillarde à Toulouse-Matabiau via Capdenac située sur le territoire de la commune de Montrabé, dans le département de la Haute-Garonne, en région Occitanie.
Elle a été mise en service en 1864 par la Compagnie du chemin de fer de Paris à Orléans (PO).
C'est un point d'arrêt sans personnel de la Société nationale des chemins de fer français (SNCF), desservi par des trains TER Occitanie

## Situation ferroviaire
Établie à 150 mètres d'altitude, la gare de Montrabé est située au point kilométrique (PK) 388,707 de la ligne de Brive-la-Gaillarde à Toulouse-Matabiau via Capdenac, entre les gares de Gragnague et de Toulouse-Matabiau.

## Histoire
La station de Montrabé a été mise en service le 24 octobre 1864 par la Compagnie du chemin de fer de Paris à Orléans (PO), lorsqu'elle a ouvert à l'exploitation la section de Saint-Sulpice-sur-Tarn à Lexos.
Entre 2011 et 2013 est créé une double voies entre Toulouse et Saint-Sulpice-la-Pointe.

## Fréquentation
De 2015 à 2022, selon les estimations de la SNCF, la fréquentation annuelle de la gare s'élève aux nombres indiqués dans le tableau ci-dessous. Cette fréquentation augmente légèrement en 2017, passant à 47 957 voyageurs annuels.
| Année               | 2015   | 2016   | 2017   | 2018   | 2019   | 2020   | 2021   | 2022   | 2023   |
| ------------------- | ------ | ------ | ------ | ------ | ------ | ------ | ------ | ------ | ------ |
| Nombre de voyageurs | 47 262 | 44 147 | 47 958 | 36 713 | 40 745 | 34 704 | 39 009 | 45 468 | 49 370 |

## Service des voyageurs

### Accueil

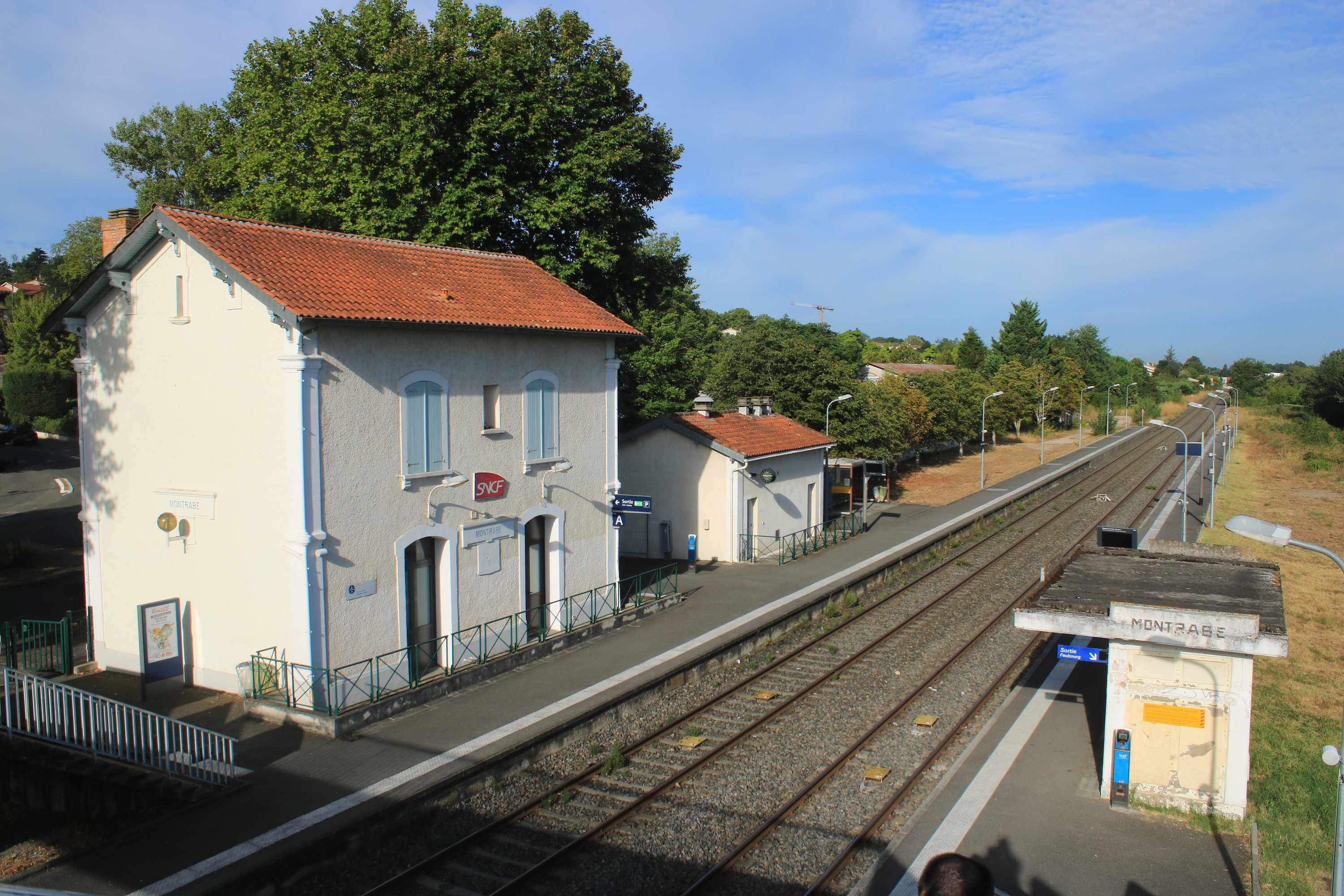
Vue générale de la gare en direction de Toulouse.

Halte SNCF, c'est un point d'arrêt non géré (PANG) à accès libre.
Une passerelle permet la traversée des voies et le passage d'un quai à l'autre.

### Desserte
Montrabé est desservie par des trains TER Occitanie des relations suivantes :
- Toulouse-Matabiau - Albi-Ville dont la plupart sont prolongés ou amorcés en gare de Carmaux[6],[7] ;
- Toulouse-Matabiau - Mazamet[6],[8] ;

### Intermodalité
Le stationnement des véhicules est possible à proximité de l'ancien bâtiment voyageurs. Des bus de la ligne 20 du réseau Tisséo et de la ligne 756 du réseau liO desservent la gare.